# Unai Egiluz
Unai Egiluz Arroyo (Durango, Vizcaya, 19 de marzo de 2002) es un futbolista español que se desempeña como defensa central en el Athletic Club de Primera División.

## Trayectoria
Se inició como futbolista en las filas de la Cultural de Durango hasta que dio el salto al Athletic Club en 2018.Tras tres temporadas como juvenil rojiblanco, para la campaña 2021-22 promocionó al CD Basconia de Tercera Federación.Una temporada después se incorporó al Bilbao Athletic de Primera Federación, donde se asentó en el once inicial.Tras descender de categoría en 2023, logró el ascenso con el filial rojiblanco en 2024.
El 1 de noviembre de 2023 debutó como titular con el Athletic Club, en Copa del Rey, frente a la UE Rubí (1-2).Al haber participado en la Copa 2023-24, formó parte del equipo que se proclamó campeón y sacó la gabarra cuarenta años después.
El 29 de agosto de 2024 fue cedido al CD Mirandés de Segunda División.El 15 de septiembre debutó con el club rojillo en un triunfo ante el Albacete Balompié (2-0).El 19 de octubre fue titular por primera vez, asentándose en el centro de la zaga durante los siguientes meses.En enero sufrió una lesión muscular y estuvo cerca de un mes sin jugar.

## Clubes
| Club                 | Div           | Temporada     | Liga     | Liga  | Copas nacionales | Copas nacionales | Copas internacionales | Copas internacionales | Total    | Total |
| -------------------- | ------------- | ------------- | -------- | ----- | ---------------- | ---------------- | --------------------- | --------------------- | -------- | ----- |
|                      |               |               | Partidos | Goles | Partidos         | Goles            | Partidos              | Goles                 | Partidos | Goles |
| CD Basconia          | 3.ª RFEF      | 2021-22       | 23       | 0     | —                | —                | —                     | —                     | 23       | 0     |
| CD Basconia          | Total club    | Total club    | 23       | 0     | 0                | 0                | 0                     | 0                     | 23       | 0     |
| Bilbao Athletic      | 1.ª RFEF      | 2022-23       | 27       | 0     | —                | —                | —                     | —                     | 27       | 0     |
| Bilbao Athletic      | 2. RFEF       | 2023-24       | 23       | 0     | —                | —                | 1                     | 0                     | 24       | 0     |
| Bilbao Athletic      | Total club    | Total club    | 50       | 0     | 0                | 0                | 1                     | 0                     | 51       | 0     |
| Athletic Club        | 1.ª           | 2023-24       | 0        | 0     | 1                | 0                | —                     | —                     | 1        | 0     |
| CD Mirandés (cedido) | 2.ª           | 2024-25       | 32       | 0     | 1                | 0                | —                     | —                     | 33       | 0     |
| CD Mirandés (cedido) | Total club    | Total club    | 32       | 0     | 1                | 0                | 0                     | 0                     | 33       | 0     |
| Athletic Club        | 1.ª           | 2025-26       | 0        | 0     | 0                | 0                | 0                     | 0                     | 0        | 0     |
| Athletic Club        | Total club    | Total club    | 0        | 0     | 1                | 0                | 0                     | 0                     | 1        | 0     |
| Total carrera        | Total carrera | Total carrera | 105      | 0     | 2                | 0                | 0                     | 0                     | 107      | 0     |

## Palmarés

### Campeonatos nacionales
| Título       | Equipo        | País   | Año  |
| ------------ | ------------- | ------ | ---- |
| Copa del Rey | Athletic Club | España | 2024 |